# Syndroom van Tolosa-Hunt
Het syndroom van Tolosa-Hunt is een zeldzame aandoening die wordt gekenmerkt door ernstige en eenzijdige hoofdpijn met orbitale pijn, samen met zwakte en verlamming (oftalmoplegie) van bepaalde oogspieren.
De ziekte is voor het eerst in 1954 beschreven door de Spaanse neurochirurg Eduardo Tolosa. Hunt et al. beschreven in 1961 zes vergelijkbare patiënten. Smith et al. noemen deze pijnlijke aandoening voor het eerst het Syndroom van Tolosa-Hunt.
De ziekte kenmerkt zich door een duidelijk begrensd, specifiek granulomateus ontstekingsproces van de Sinus cavernosus. De ziekte begint met hevige peri-orbitale en frontale hoofdpijn en wordt gevolgd door uitval van een of meer hersenzenuwen en wel II III IV V en VI in wisselende combinaties. De patiënt gaat na een paar dagen hoofdpijn dubbelzien (diplopie). Het ooglid van het betreffende oog kan gaan hangen (ptosis). Meestal is slechts één oog betroffen. 
De ziekte is zeer zeldzaam, ongeveer 1 op 1 miljoen. De oorzaak is niet bekend. 
De diagnose wordt gesteld door uitsluiting van andere aandoeningen. Bij behandeling met prednison verdwijnt de hoofdpijn doorgaans binnen 2 dagen, de oftalmoplegie verdwijnt doorgaans binnen 2 weken.